# حي النايفية
النايفية هو حي في محافظة الأحساء في المنطقة الشرقية في المملكة العربية السعودية.

## الموقع
يقع حي النايفية في مدينة الهفوف بمحافظة الأحساء شمال طريق الأمير متعب، وجنوب طريق الأمير نايف كما يقع على الطريق الدائري المؤدي إلى دولة قطر والإمارات الشقيقة.

## المرافق
روضة قادة الغد الأهلية، ومسجد عبد الله بن عبد المحسن الملحم، ومسجد حسن مبارك العجمي، ومسجد فهيد السبيعي، وجامع عائشة ال ثاني، وشركة التربة والاساسات المحدودة (سفكو)، ومسجد النايفية.

## مطالب سكان الحي
هناك مشاكل مستمرة في مرافق الصرف الصحى وايضا لا توجد إنارة جيدة في الشوارع مما دفع السلطات إلي إعدة النظر في مشاكل الحى وإيجاد حلول مناسبة وسريعة. 